# Antonio Aponte Córdoba
Antonio Aponte Córdoba Paredes y Guzmán, II marqués de la Torre-Horgaz, fue un militar español.

## Biografía
Nació en Alcántara en 1660. Desde su juventud se dedicó a la milicia. Participó en las principales batallas de la guerra de sucesión libradas en suelo extremeño. A las órdenes del marqués de Minas, cuando su ejército acampaba junto a la plaza de Alcántara. Tomó parte en la defensa de esta localidad, en la de Badajoz y en el ataque del puente de Olivenza.
Fue autor de un escrito en el que detallaba los servicios prestados tanto por él como por su familia.